# اشتراک فایل همتا به همتا
اشتراک فایل همتا به همتا (به انگلیسی: Peer-to-peer file sharing)، توزیع و اشتراک‌گذاری اسناد دیجیتال است و فایل‌های کامپیوتر، از تکنولوژی همتا به همتا شبکه برای این اشتراک‌گذاری استفاده می‌کنند.
اشتراک فایل همتا به همتا، با استفاده از نرم‌افزارهای مخصوص که کامپیوترهای دیگر که به شبکه همتا به همتا متصل‌اند، جستجو می‌کند و بهترین و مطلوب‌ترین موقعیت رو تعیین می‌کند، اجازه دسترسی به فایل‌های رسانه‌ای از قبیل کتاب‌ها، موسیقی، فیلم و بازی‌ها را می‌دهد. در این شبکه‌ها، گره‌ها، سیستم‌های کامپیوتر کاربران انتهایی است که از طریق اینترنت به یکدیگر متصل هستند.
تکنولوژی اشتراک فایل همتا به همتا از چندین مرحله طراحی بیرون آمده است؛ اولین آن‌ها نپستر بود که موجب مشهور و محبوب شدن این تکنولوژی شد و آخرین آن‌ها پروتکل بیت‌تورنت است.
فاکتورهای زیادی در گسترش پذیرش و تجهیز اشتراک فایل همتا به همتا همکاری کردند، که شامل افزایش پهنای باند اینترنت، گسترش دیجیتالی کردن وسیله‌های فیزیکی و افزایش قابلیت‌های pcهای محلی می‌شود.

## جنبه‌های قانونی
مقاله اصلی:جنبه‌های قانونی اشتراک فایل
عمل اشتراک فایل غیرقانونی نیست و شبکه همتا به همتا برای اهداف مشروعی استفاده می‌شود. قانون صادر شده در اشتراک فایل متخلف از مواد قانون کپی رایت را گیر می‌اندازد. بیش‌تر گفت و گوها پیرامون قانونی بودن اشتراک فایل، از مواد قانون کپی رایت به تنهایی رضایت ضمنی دارند. بسیاری از کشورها بی طرفانه با استفاده از استثناهای اجازه محدود به استفاده از کپی رایت بدون بدست آوردن اجازه از صاحب حق رو می‌دهند. این قبیل اسناد شامل تفسیر حقوقی، گزارش گری اخبار و تحقیق و پژوهشگری می‌شود. قوانین کپی رایت محلی است و در طی سرزمین‌ها در یک وضعیت ویژه گسترده نمی‌شود مگر اینکه آن ایالت جزئی از توافق نامه بین‌المللی باشد. امروزه بیش‌تر کشورها دست کم قسمتی از یکی از این توافق نامه‌ها هستند.
در زمینه حفظ حریم خصوصی دادگاه‌های اخیر حکم دادن که به نظر می‌رسد هیچ امیدی به حفظ حریم نمی‌توانیم داشته باشیم وقتی داده‌ها بیش از حد در شبکه همتا به همتا در معرض دید قرارمی‌گیرند.

## تاریخچه
اشتراک فایل همتا به همتا در سال ۱۹۹۹ با معرفی نپستر مشهور شد. نپستر یک برنامه اشتراک فایل و یک مجموعه از سرورهای مرکزی است که مردمی که فایل‌ها را دارند با کسانی که درخواست آن فایل‌ها را می‌دهند پیوند می‌دهد. فهرست‌های مرکزی سرورهای کاربران و محتوای به اشتراک گذاشته شده را شاخص بندی می‌کند. وقتی یک نفر برای یک فایل جست وجو می‌کند سرور کل کپی‌های موجود از آن فایل را جست‌وجو می‌کند و به کاربر ارائه می‌دهد. فایل باید مستقیم بین دو کامپیوتر شخصی انتقال پیدا کند. محدودیتی وجود داشت که فقط قادر بودیم تا موسیقی رو به اشتراک بگذاریم. از آنجا که این فرایند در سرور مرکزی رخ داد، نپستر با موفقیت برای نقض قوانین حق تکثیر مسئول بود و در ژوئیه ۲۰۰۱ تعطیل شد. بعدها دوباره نپستر برای ارئه سرویس‌ها به عنوان غرامت باز شد.
بعدازبسته شدن نپستر، مشهورترین سرویس‌های اشتراک فایل ناتلا و کازا بودند. این سرویس‌ها علاوه بر موسیقی به فیلم و بازی نیز اجازه دانلود می‌دادند.

### تکامل تدریجی تکنولوژی
نپستر و ای‌دونکی که هردو از مدل مبتنی بر سرویس دهنده مرکزی استفاده می‌کنند شاید به عنوان اولین سیستم‌های همتا به همتا دسته‌بندی شوند. این سیستم‌ها با تکیه بر بهره‌برداری از سرور مرکزی مخصوص‌اند و بنابراین در معرض این قرار می‌گیرند که سیستم متمرکز خاموش شود. نسل دوم اشتراک فایل همتا به همتا مثل کازا و ناتلا و تاتلا۲ که بدون هیچ سرور مرکزی می‌توانستند عمل کنند شبکه را احاطه کردند بنابراین آسیب‌پذیری مرکزی با اتصال کاربران از راه دور به یکدیگر حذف شد.
نسل سوم اشتراک فایل که به آن‌ها دارکنت نیز می‌گویند شامل شبکه‌هایی مثل فری‌نت که علاوه بر استقلال از سرورهای مرکزی، گمنامی کاربران را نیز فراهم می‌کند.
پروتکل بیت‌تورنت یک مورد ویژه را نمایش می‌دهد در اصل، آن یک پروتکل اشتراک فایل از نسل اول است که به سرور مرکزی که سرگروه‌ها را برای هماهنگ کردن کاربران صدا می‌زند وابسته است. با این حال، شکلی از شبکه در معنای سنتی را نیست. در عوض جدید و شبکه‌های جداگانه از کاربران هماهنگی برای هر مجموعه ای از فایل‌های ایجاد می‌کند که به آن تورنت می‌گویند. توسعه جدید در پروتکل‌ها نیاز به سرگروه مرکزی را از بین برد و اجازه داد شبکه از سرور مستقل نا متمرکز برای اهداف شناسایی استفاده کند. این به بیت‌تورنت اجازه می‌دهد تا برخی از جنبه‌های نسل دوم اشتراک فایل را به خوبی دارا باشد. بیت‌تورنت یک فایل شاخص می‌سازد که اطلاعات جانبی از فایل‌هایی که آن‌ها می‌خواهند به اشتراک بگذارند دارد و آن را در سایتی که آن‌ها با یکدیگر به اشتراک گذاشته شده‌است.

## مزایا
شبکه اشتراک فایل همتا به همتا مطمئناً چندین مزایای مهم بیش از مدل کارخواه-کارساز دارد زیرا اشتراک فایل همتا به همتا در مقایسه با شبکه کارخواه-کارساز متفاوت عمل می‌کند.

### قدرت تحمل نقص
در شبکه همتا به همتا وظیفه بین تمام گره‌های متصل توزیع می‌شود. این انعطاف‌پذیری خدمت یکی از مزایا بیش از شبکه سرور مشتری است که سرور مرکزی وظایف مهم از جمله اختصاص حافظه و جوابدهی به اتصالات برقرار شده را انجام می‌دهد. در سیستم متعارف از دست رفتن یک سرور منجر به قطع ارتباط می‌شود در حالیکه سیستم همتا به همتا با تقسیم کردن وظیفه بین گره‌های فعال خودش را با این نقص تطبیق داده است حتی اگر یک گره انفرادی عمل نکند.

### عملکرد
شبکه اشتراک فایل همتا به همتا وقتی تعداد بیشتری از کاربران مشارکت کنند بهتر عمل می‌کند. در شبکه‌های متعارف سرور مشتری هنگامی که تعداد بیش‌تری کاربر در یک زمان به یک سرور متصل می‌شوند عملکرد سیستم به آهسته انجام دادن میل می‌کند. این اتفاق به خاطر این است که سرور باید به تنهایی در یک زمان کل درخواست‌های کاربران را انجام دهد از این رو جواب تنها قربانیست. عملکرد همتا به همتا با تعداد کاربران شرکت کننده افزایش پیدا می‌کند به همین دلیل هر مشتری می‌تواند به خوبی یک سرور باشد.

### هزینه کارایی
اشتراک فایل همتا به همتا برحسب قیمت هم کارآمد است سربار حاصل از امور اداری کوچک است به این خاطر که کاربر مهیا کننده است و معمولاً امور اداری را هم به خوبی مهیا می‌کند. از این رو هر شبکه با خود کاربران آگاهی دهنده می‌شوند. در ان واحد گاهی اوقات بیش‌تر سرورها به ذخیره‌سازی بیش‌تری نیاز دارندو این هزینه‌ها را افزایش می‌دهد. وقتی که محل ذخیره‌سازی بایدمنحصرا برای سرور اجاره یا خریداری بشود. به هر حال معمولاً اشتراک فایل همتا به همتا به سرور اختصاصی نیاز ندارد.

## تأثیر اقتصادی
همچنان تأثیر اقتصادی اشتراک فایل همتا به همتا یک گفتوگوی رو به پیشرفت است. نوربرت میچل یک تحلیل‌گر سیاسی در هریتیج فاندیشن معتقد است که:به دلیل اقتصادسنجی و انتشار داده مطالعات تا این جا نابرابری تخمین‌ها از آثار اشتراک فایل در آلبوم‌های فروش را ارائه می‌دهند

### صنعت موسیقی
در درآمد موسیقی اثرات اقتصادی ناشی از نقض قوانین کپی رایت به واسطه اشتراک فایل همتا به همتا بحث‌انگیز و تصمیم‌گیری مشکل است. مطالعات غیررسمی نشان می‌دهد که اشتراک فایل همتا به همتا آثار منفی روی ثبت فروش می‌گذارد.
اثبات میشه که حل کردن رابطه علت و معلولی سخت است از میان تعداد زیادی روند سخت شامل افزایش قانون خرید انلاین موسیقی، اشتراک فایل غیرقانونی، از ارزش افتادن سی دی و چشمپوشی از بسیاری از مغازه‌های موسیقی مستقل همراه با تبدیل همزمان فروش با جعبه بزرگ خرده فروشان.

### صنعت فیلم
به نمایندگی از ثقریبا یک سوم هزینه کل دزدی فیلم در ایالات متحده آمریکا، انجمن سینمایی آمریکا گزارش داده که استودیوهای آمریکایی ۲٫۳ بیلیون از دزدی اینترنتی از دست داده‌اند. برآورد انجمن سینمایی آمریکا با تفسیر فرضیه مبنی بر این که یک دانلود در حکم از دست دادن فروش است و دانلود کننده‌ها مجبور به خرید فیلم نیستند اگر دانلود غیرقانونی یکی از حق انتخاب‌ها باشد، در تردید قرار گرفت. به علت ذات خصوصی مطالعات رقم آشکارا ممانعت نمی‌کند برای، اسلوب‌شناسی و روایی، و در ۲۲ ژانویه ۲۰۰۸ انجمن سینمایی آمریکا اعمال نفوذ می‌کند و دانشگاه‌ها را به ترک دزدی مجبور کرد انجمن سینمایی آمریکا پذیرفت که رقم دزدی در دانشگاه‌ها به میزان ۳۰۰٪ افزایش یافته‌است.
یک مطالعه در سال ۲۰۱۰ که از اتاق بازرگانی بین‌المللی مجوز دارد و مستقل از اقتصاد مبتنیبر پاریس و تجارت ترا عمل می‌کند تخمین زده است که هزینه دانلودهای غیرمجاز موسیقی و فیلم و نرم‌افزار صنایع خلاق در اروپا چندین تریلیون دلار در سال درآمد دارد.